# Conrad A. Nervig
Conrad Albinus Nervig est un monteur américain, né le 24 juin 1889 dans le comté de Grant — lieu indéterminé (Dakota du Sud), mort le 26 novembre 1980 à San Diego (Californie).
Il est généralement crédité Conrad A. Nervig, plus rarement Conrad Nervig.

## Biographie
La carrière de Conrad A. Nervig comme monteur se déroule au sein de la Metro-Goldwyn-Mayer où, de 1927 à 1956, il collabore à quatre-vingt-deux films américains, dont des westerns. Le premier film qu'il monte est Les Écumeurs du Sud de W. S. Van Dyke (1927, avec Tim McCoy et Joan Crawford) ; le dernier (non crédité) est La Toile d'araignée de Vincente Minnelli (1955, avec Lauren Bacall et Richard Widmark) — suit un ultime film en 1956 comme superviseur au montage, après lequel il se retire —.
Parmi ses autres films notables, citons Le Vent de Victor Sjöström (1928, avec Lillian Gish et Lars Hanson), Terre de volupté de Sidney Franklin (1929, avec Greta Garbo et Lewis Stone), Eskimo de W. S. Van Dyke (1933, avec Ray Mala), Le Grand Passage de King Vidor (1940, avec Spencer Tracy et Robert Young), Et la vie continue de Clarence Brown (1943, avec Mickey Rooney et Frank Morgan), Incident de frontière d'Anthony Mann (1949, avec Ricardo Montalban et George Murphy), Les Mines du roi Salomon de Compton Bennett et Andrew Marton (version de 1950, avec Deborah Kerr et Stewart Granger), ou encore Les Ensorcelés de Vincente Minnelli (1952, avec Lana Turner et Kirk Douglas).
Eskimo lui permet de remporter en 1935 l'Oscar du meilleur montage (le premier décerné dans cette catégorie). Il obtient à nouveau une nomination l'année suivante (1936) pour Le Marquis de Saint-Évremont de Jack Conway (1935, avec Ronald Colman et Elizabeth Allan) puis, en 1951, gagne son deuxième Oscar pour Les Mines du roi Salomon.

## Filmographie partielle
- 1927 : Les Écumeurs du Sud (Winners of the Wilderness) de W. S. Van Dyke
- 1927 : Le Bel Âge (The Fair Co-Ed) de Sam Wood
- 1928 : Les Masques de Satan (The Masks of the Devil) de Victor Sjöström
- 1928 : Le Vent (The Wind) de Victor Sjöström
- 1928 : The Actress de Sidney Franklin
- 1928 : La Femme divine (The Divine Woman) de Victor Sjöström
- 1929 : La Bataille des dames (en) (Devil-May-Care) de Sidney Franklin
- 1929 : The Idle Rich de William C. de Mille
- 1929 : Terre de volupté (Wild Orchids) de Sidney Franklin
- 1930 : Le Désir de chaque femme (A Lady to love) de Victor Sjöström
- 1930 : Call of the Flesh de Charles Brabin
- 1931 : L'Inspiratrice (Inspiration) de Clarence Brown
- 1931 : Le Fils du radjah (Son of India) de Jacques Feyder
- 1931 : The Guardsman de Sidney Franklin
- 1931 : Vies privées (Private Lives) de Sidney Franklin
- 1932 : Downstairs de Monta Bell
- 1932 : Kongo de William J. Cowen
- 1932 : Captive (Letty Linton) de Clarence Brown
- 1933 : Eskimo de W. S. Van Dyke
- 1933 : The Women in His Life de George B. Seitz
- 1934 : Paris Interlude d'Edwin L. Marin
- 1935 : Murder in the Fleet d'Edward Sedgwick
- 1935 : Le Marquis de Saint-Évremont (A Tale of Two Cities) de Jack Conway
- 1935 : Un drame au casino (The Casino Murder Case) d'Edwin L. Marin
- 1936 : La Fièvre des tropiques (His Brother's Wife) de W. S. Van Dyke
- 1936 : Absolute Quiet de George B. Seitz
- 1937 : La Vie, l'Art et l'Amour (Live, Love and Learn) de George Fitzmaurice
- 1937 : Le Chant du printemps (Maytime) de Robert Z. Leonard
- 1937 : Le Secret des chandeliers (The Emperor's Candlesticks) de George Fitzmaurice
- 1938 : Cinq Jeunes Filles endiablées (Spring Madness), de S. Sylvan Simon
- 1938 : La Foule en délire (The Crowd Roars) de Richard Thorpe
- 1939 : Honolulu d'Edward Buzzell
- 1939 : Au service de la loi (Sergeant Madden) de Josef von Sternberg
- 1939 : Henry Goes Arizona d'Edwin L. Marin
- 1940 : Le Grand Passage (Northwest Passage) de King Vidor
- 1940 : Phantom Raiders de Jacques Tourneur
- 1940 : L'Homme du Dakota (The Man from Dakota) de Leslie Fenton
- 1941 : The Bad Man de Richard Thorpe
- 1941 : Les Marx au grand magasin (The Big Store) de Charles Reisner
- 1941 : Kathleen d'Harold S. Bucquet
- 1942 : Grand Central Murder de S. Sylvan Simon
- 1942 : Ma femme est un ange (I Married an Angel) de W. S. Van Dyke
- 1942 : The Omaha Trail d'Edward Buzzell
- 1943 : Et la vie continue (The Human Comedy) de Clarence Brown
- 1944 : Une romance américaine (An American Romance) de King Vidor
- 1944 : Les Cuistots de Sa Majesté (Nothing But Trouble) de Sam Taylor
- 1946 : Le Courage de Lassie (Courage of Lassie) de Fred M. Wilcox
- 1946 : Pas de congé, pas d'amour (No Leave, No Love) de Charles Martin
- 1947 : Le Mur des ténèbres (High Wall) de Curtis Bernhardt
- 1947 : L'Île enchantée (High Barbaree) de Jack Conway
- 1948 : Acte de violence (Act of Violence) de Fred Zinnemann
- 1949 : Incident de frontière (Border Incident) d'Anthony Mann
- 1950 : La Rue de la mort (Side Street) d'Anthony Mann
- 1950 : Les Mines du roi Salomon (King Salomon's Mines) de Compton Bennett et Andrew Marton
- 1950 : La Porte du diable (Devil's Doorway) d'Anthony Mann
- 1951 : L'Âge d'aimer (Too Young to Kiss) de Robert Z. Leonard
- 1951 : La Vallée de la vengeance (Vengeance Valey) de Richard Thorpe
- 1952 : Les Ensorcelés (The Bad and the Beautiful) de Vincente Minnelli
- 1952 : La Veuve joyeuse (The Merry Widow) de Curtis Bernhardt
- 1953 : Le Mystère des bayous (Cry of the Hunted) de Joseph H. Lewis
- 1953 : Casanova Junior (The Affairs of Dobie Gillis) de Don Weis
- 1954 : Le Poulain noir (Gypsy Colt) d'Andrew Marton
- 1955 : La Toile d'araignée (The Cobweb) de Vincente Minnelli

## Récompenses et distinctions

### Récompenses
- Oscar du meilleur montage :
  - En 1935, pour Eskimo ;
  - Et en 1951, pour Les Mines du roi Salomon (partagé avec Ralph E. Winters).

### Nominations
- Oscar du meilleur montage :
  - En 1936, pour Le Marquis de Saint-Évremont.